# Martin Meinander

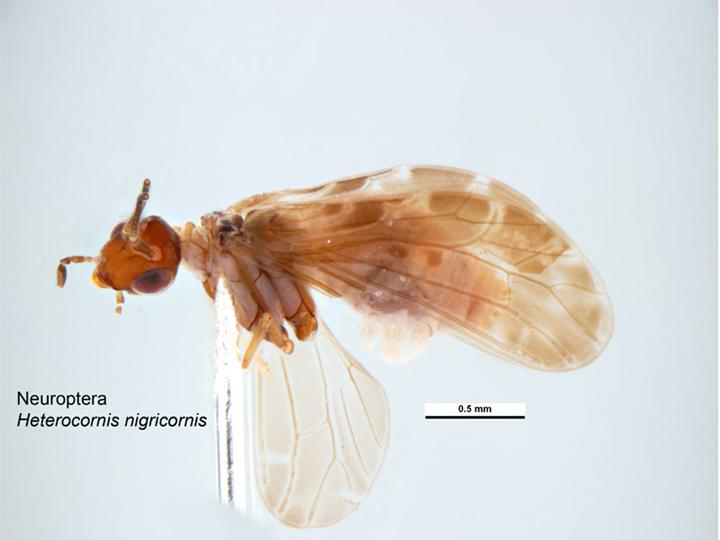
Heteroconis nigricornis, een van de vele soorten die Martin Meinander wetenschappelijk beschreef

Martin Meinander (Kauniainen, 17 februari 1940 - Helsinki, 16 december 2004) was een Fins entomoloog van Zweedse afkomst.

## Biografie
Meinander was reeds als kind geïnteresseerd in insecten, waarbij hij werd aangemoedigd door de Finse entomoloog Harry Krogerus, die zijn leraar biologie was op de middelbare school. Meinander ging in 1958 biologie studeren aan de universiteit van Helsinki. In 1962 werd hij conservator aan het Natuurhistorisch museum van Helsinki; later zou hij er de directeur van worden. Hij werd benoemd als hoogleraar aan de universiteit van Helsinki in 1972.
Hij was ook politiek actief in de Zweedse Volkspartij in Finland. In 1996 werd hij verkozen als locoburgemeester van Helsinki, verantwoordelijk voor de technische diensten.
Meinander kreeg in mei 2004 een hersenbloeding waarvan hij niet meer zou herstellen. Hij overleed in december van dat jaar.

## Werk
Meinander spitste zijn entomologisch onderzoek toe op de Neuropteridae (netvleugeligen).
Hij publiceerde meer dan 100 wetenschappelijke artikels, voornamelijk over Neuropteridae en meer specifiek Coniopterygidae (dwerggaasvliegen). Hij maakte in 1972 een herziene indeling van deze familie, en in 1990 publiceerde hij een volledig overzicht in The Coniopterygidae (Neuroptera, Planipennia): A Check-list of the Species of the World, Descriptions of New Species and Other New Data.
Hij is de wetenschappelijke auteur van talrijke soorten dwerggaasvliegen.

## Eerbetoon
Een aantal auteurs hebben door hen nieuw beschreven soorten als eerbetoon een wetenschappelijke naam gegeven die naar Martin Meinander verwijst; dat gebeurde bijvoorbeeld met Coniocompsa meinanderi Monserrat, 1982, Incasemidalis meinanderi Adams,1973 en Coniopteryx (Xeroconiopteryx) meinanderi Victor Johnson, 1981.